# LuxLeaks

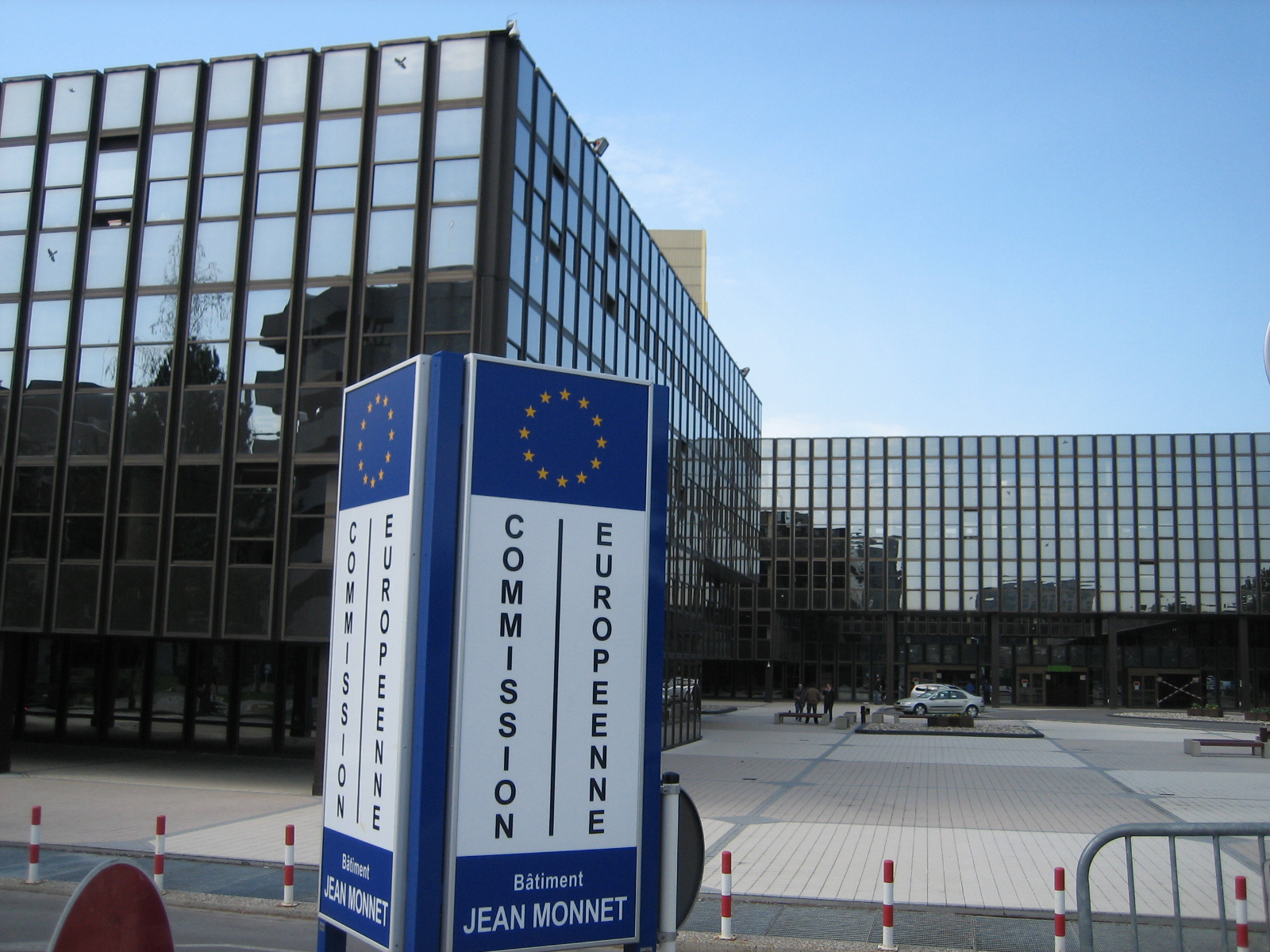
Jean Monnet-gebouw van de Europese Commissie, gelegen in Luxemburg

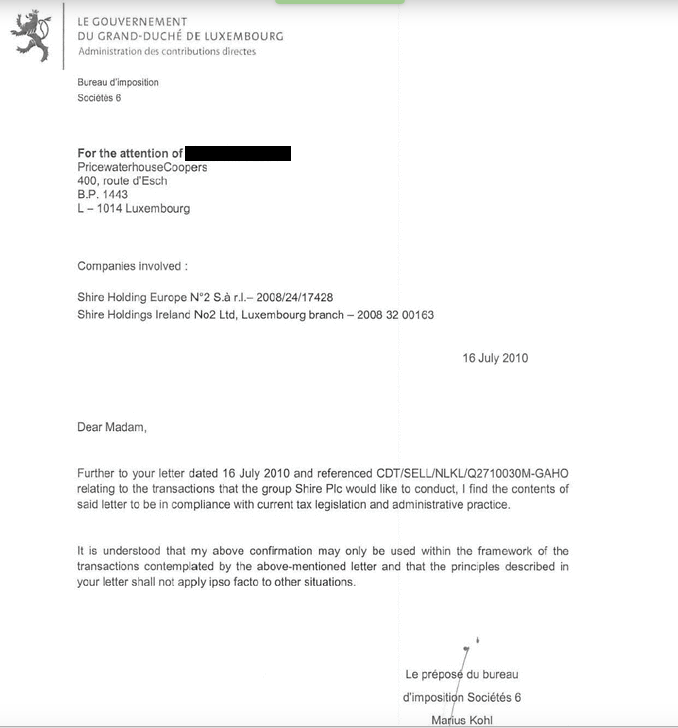
Een van de gelekte belastingregelingen gericht aan PriceWaterhouseCoopers (16 juli 2010)

Luxemburg Leaks (soms afgekort als Lux Leaks of LuxLeaks) is de naam van een journalistiek onderzoek gevoerd door het International Consortium of Investigative Journalists, gebaseerd op vertrouwelijke informatie over belastingovereenkomsten van 2002 tot 2010, van invloed op het belastingsregime in Luxemburg. De onderzoeksjournalisten deden zich voor als belastingconsulenten om zo inzage te krijgen in rulings van de Luxemburgse rulingdienst.
Hierdoor werden in november 2014 de namen van meer dan 300 multinationals bekend die belastingsovereenkomsten hadden. 
De onthullingen kregen internationale aandacht en commentaar over belastingontwijking in Luxemburg en elders.

## Belastingregime in Luxemburg
Buitenlandse bedrijven begonnen in groten getale naar Luxemburg te komen in het begin van de jaren 90, toen Luxemburg een EU-richtlijn aannam waardoor bedrijven hun belastingen konden betalen in het Europees land van hun hoofdkwartier, ook als dit verschilde van het land waar hun dochterondernemingen opereerden. Luxemburg ging niet volledig in op een verzoek van de Europese Commissie om informatie over de praktijken van belastingovereenkomsten in sommige deelstaten, maar gaf maar gedeeltelijke informatie. In augustus 2014 gaf Luxemburg deze informatie uiteindelijk wel over bepaalde bedrijven, waaronder Amazon. 
De LuxLeaks geven inzicht in 548 belastingovereenkomsten. Een bedrijf in een land met een hoge belastingvoet geeft een lening aan een dochteronderneming in Luxemburg. De rentevoet is evenredig met de kredietwaardigheid van de bedrijfsgroep, bijvoorbeeld 1%. De dochteronderneming in Luxemburg wordt typisch opgericht met het doel geld te lenen tegen een hoge rente, bijvoorbeeld 9%, aan een ander bedrijf buiten Luxemburg. Aangezien het belastingregime in Luxemburg gemaakt is op maat van financiële bedrijven worden de winsten relatief weinig belast. Dit soort mechanismes zorgen ervoor dat er minder belasting betaald wordt in landen met een hoge voet, en dat de winsten verhuizen.
In veel gevallen hadden de bedrijven slechts een marginale aanwezigheid in Luxemburg. 1600 bedrijven zijn zelfs geregistreerd op slechts één adres: 5, rue Guillaume Kroll – in Luxemburg.
Er zijn geen aantijgingen dat de overeenkomsten onwettig zouden zijn onder de Luxemburgse wetten. De Europese Commissie onderzoekt twee gevallen: Amazon en Fiat. De overeenkomsten zouden in deze gevallen beschouwd kunnen worden als onwettige subsidies, wat een overtreding is van de EU-wet.

## Klokkenluiders
De affaire LuxLeaks kwam in de openbaarheid via enkele accountants die als klokkenluider optraden: Antoine Deltour en Raphaël Halet. Deltour lekte al in 2012 als werknemer van PricewaterhouseCoopers informatie over rulings aan de Franse journalist Edouard Perrin, die er een tv-programma over maakte. Twee jaar later kreeg het schandaal een internationale dimensie via een journalistencollectief. Beiden werden door hun werkgevers aangeklaagd en zijn verwikkeld in processen.
Op 14 februari 2023 oordeelde het Europees Hof voor de Rechten van de Mens
in beroep dat de eerdere strafveroordeling van Halet een schending betekende van artikel 10 (vrijheid van meningsuiting) van het Europees Verdrag voor de Rechten van de Mens.